# Рама VIII
 Тази статия е за краля на Тайланд.  За моста в Банкок вижте Рама VIII (мост).  
Пхра Бат Сомдет Пхра Пораментхарамаха Ананда Махидол Пхра Аттхамараматхибодин (на тайски: พระบาทสมเด็จพระปรเมนทรมหาอานันทมหิดลฯ พระอัฐมรามาธิบดินทร, Phra Bat Somdet Phra Poramentharamaha Ananda Mahidol Phra Atthamaramathibodin, 20 септември 1925–9 юни 1946), е крал на Тайланд под името Рама VIII. Заема престола от 2 март 1935 г. до смъртта си.
Рама VIII е осмият крал от династията Чакри и е по-голям брат на тайландския крал Пхумипхон Адунядет.
Рама VIII е роден на 20 септември 1925 г. в Хайделберг, Германия, като принц Ананда Махидол Махидол. Той е най-големият син на принц Махидол Адунядет (син на крал Рама VII) и на съпругата му Мом Сангвал (Сринагариндра). Получава името Ананда Махидол (букв. Радостта на Маходол; на тайски името му е една дума) по настояване на чичо му крал Рама VI.
Заедно със семейството си малкият Ананда Махидол живее известно време в Париж, Лозана и Масачузетс, където баща му учи медицина. Семейството се завръща в Сиам през 1928 г. На следващата година умира принц Махидол и майката на Ананда Махидол поема сама грижата за цялото семейство.
През 1932 г. в Сиам е извършен държавен преврат. Страхувайки се за живота на внука си, който е един от наследниците на престола, кралица Саванг Вадхана изпраща Ананда Махидол и семейството му в Швейцария под предлог, че там принцът трябва да получи образованието си.
Крал Рама VII абдикира от престола през 1935 г., без да използва правото си да посочи наследник на короната. Следващият в линията на унаследяване на сиамската корона се оказва принц Ананда Махидол. Правото му обаче е оспорено от братовчед му принц Чулачакрапонгсе, който бил изключен по-рано от престолонаследието, но смятал това за незаконно. Тогава решението взема правителството на Сиам, което тълкува закона в полза на принц Ананда Махидол. На 2 март 1935 г. деветгодишният Ананда Махидол, който по това време се намира в Лозана, е избран от парламента на Сиам и е провъзгласен за крал под името Рама VIII. Управлението на страната обаче е поверено на регентски съвет. През 1938 г. Ананда Махидол за първи път посещава Сиам като монарх.
Почти цялото управление на Рама VIII минава под белега на военната диктатура на фелдмаршал Пибунсонграм, който през 1939 г. променя името на страната от Сиам на Тайланд, а през 1940 г. започва война срещу колониалните сили на френското правителство във Виши. На 8 декември 1941 г. Япония окупира Тайланд. Кралят отсъства от страната, поради което начело на регентството застава Приди Пханомьонг. На 27 януари 1942 г. Тайланд официално се включва във войната на страната на Япония. Загубата на войната и бомбардировките над Банкок сриват престижа на премиера Пибунсонграм и през 1944 г. той е сменен от либерала Кхуанг Абхайвонгсе. На 15 август 1945 г. Япония капитулира и Тайланд е окупиран от Великобритания.
През декември 1945 г. Ананда Махидол отново се завръща в Тайланд, но този път с диплома за юрист. Младият крал става изключително популярен сред тайландците, но външни наблюдатели са категорични, че самият той не желае да бъде крал и че управлението му няма да бъде дълго.
На 9 юни 1946 г., само четири дни преди поредното му заминаване за Лозана, където трябва да защити докторат по право, крал Рама VIII е намерен застрелян в спалнята си в големия дворец в Банкок.
Обстоятелствата около смъртта му така и не са изяснени. Първоначалното разследване от 1946 г. излиза със заключението, че смъртта на краля не е инцидент, но и че няма абсолютни доказателства нито за самоубийство, нито за покушение.
След поредния преврат от 1947 г. новото правителство подновява разследването и повдига обвинение в заговор за убийството на краля срещу секретаря му и двама негови пажове. През 1951 г., след продължителен процес, те са признати за виновни и са екзекутирани през 1955 г.
Въпреки осъдителните присъди, смъртта на Рама VIII продължава да е обвита в мистерия. И днес в Тайланд е забранено смъртта на Ананда Махидол да бъде публично обсъждана, но различни теории за истинските ѝ причини са публикувани от някои автори в чужбина.
След смъртта на Ананда Махидол тайландският престол е зает от брат му Пхумипхон Адунядет – Рама IX.